# Bouquetot
Bouquetot település Franciaországban, Eure megyében. Lakosainak száma 1049 fő (2022. január 1.). Bouquetot Bourg-Achard, Hauville, Honguemare-Guenouville, Rougemontiers és Flancourt-Crescy-en-Roumois községekkel határos.

## Népesség
A település népességének változása:
| Lakosok száma | 513  | 645  | 781  | 974  | 1080 | 1099 | 1060 | 1033 | 1035 | 1049 |
|               | 1968 | 1982 | 1990 | 2006 | 2013 | 2015 | 2017 | 2019 | 2020 | 2022 |